# Staatsrat (Italien)

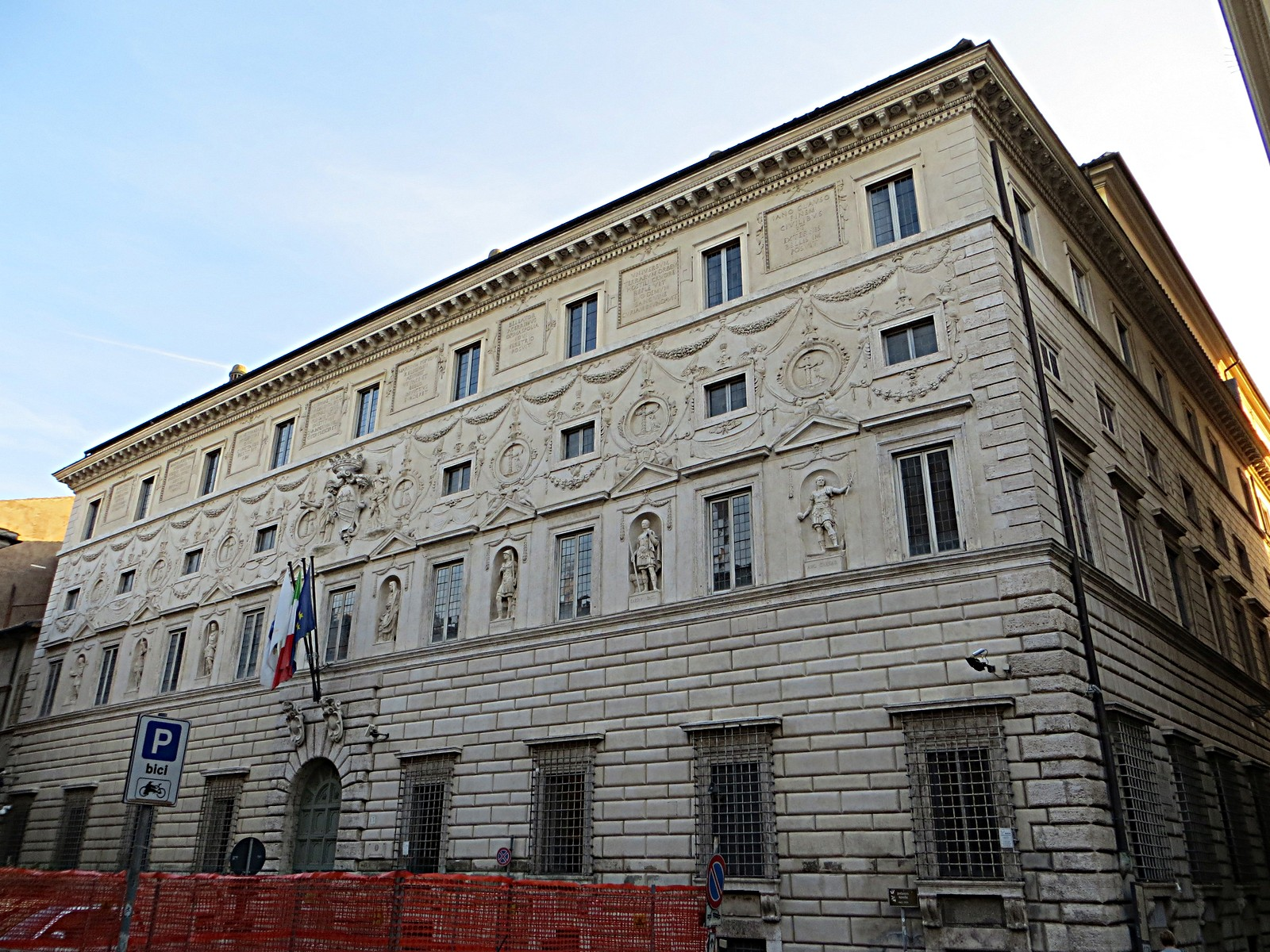
Palazzo Spada in Rom, Sitz des italienischen Staatsrates.

Der Consiglio di Stato (deutsch Staatsrat) ist ein italienisches Verfassungsorgan. Er dient einerseits der juristischen Beratung der Regierung und andererseits als oberstes Verwaltungsgericht der Republik Italien. Der Staatsrat hat seinen Sitz im Palazzo Spada in Rom.

## Zuständigkeit
Der Staatsrat ist eine Institution ohne unmittelbare Entsprechung in Deutschland, Österreich oder der Schweiz. Er ist zum einen oberstes Verwaltungsgericht und zum anderen Beratungsgremium der Regierung für Rechtsfragen. Ein vergleichbares Organ gibt es in Frankreich mit dem Conseil d’État. 
Der italienische Staatsrat ist Gerichtshof zweiter und letzter Instanz für Urteile der Regionalen Verwaltungsgerichte, für die ein Rekurs eingereicht worden ist. Die beratende Funktion über die Richtigkeit und Gesetzmäßigkeit der Handlungen der Regierung können fakultativ oder obligatorisch sein, wobei die obligatorischen Gutachten und deren Ergebnisse für die Regierung bindend oder nicht bindend sein können.

## Organisation
An der Spitze des Staatsrates steht ein Präsident, der nach Anhörung des Selbstverwaltungsorganes der Verwaltungsgerichtsbarkeit auf Vorschlag des Ministerpräsidenten vom italienischen Staatspräsidenten ernannt wird.
Der Staatsrat besteht aus sieben Sektionen. Vier Sektionen haben beratende, drei Sektionen haben richterliche Funktionen. Jeder Sektion stehen zwei Präsidenten vor. Die beratenden Sektionen bestehen aus mindestens neun, die richterlichen Sektionen aus mindestens zwölf Ratsmitgliedern („Staatsräte“).

## Geschichte
Der Staatsrat wurde als Nachfolger verschiedener älterer Beratungsorgane (Consiglio di Stato e dei memoriali, Consiglio delle finanze und andere, im weiteren Sinn auch des Consilium nobiscum residens) am 18. August 1831 von Karl Albert von Savoyen in Turin gegründet. Im Zuge der Einigung Italiens unter dem Haus Savoyen kam er 1865 nach Florenz und 1871 nach Rom. Der Staatsrat hatte ursprünglich nur drei beratende Sektionen. 1889 kam eine vierte Sektion mit verwaltungsgerichtlichen Aufgaben hinzu, die als „zweite Instanz“ über den damals zuständigen Provinzbehörden „erster Instanz“ stand. 1907 und 1948 entstanden zwei weitere Sektionen mit verwaltungsgerichtlichen Aufgaben. 1971 wurden die regionalen Verwaltungsgerichte eingeführt, die seitdem mit dem Staatsrat eine wirkliche Verwaltungsgerichtsbarkeit mit zwei Instanzen bilden. 1997 wurde eine siebte, beratende Sektion geschaffen.

## Sonderfall Sizilien
In der Autonomen Region Sizilien gibt es seit 1948 ein dem italienischen Staatsrat vergleichbares Organ mit der Bezeichnung „Verwaltungsjustizsrat“ (Consiglio di Giustizia Amministrativa). Es besteht eine rechtsprechende und eine beratende Sektion. Die rechtsprechende Sektion ist auf Sizilien zweite und letzte Instanz der Verwaltungsgerichtsbarkeit. Diese Sektion besteht aus Richtern, die dem Staatsrat angehören, und aus Beisitzern, die von der sizilianischen Regionalregierung designiert werden. Die beratende Sektion ist ein Beratungsorgan für die sizilianische Regionalregierung und in ähnlicher Weise organisiert, wobei in diesem Fall noch ein Präfekt hinzukommt. Die beiden Sektionen gelten als (teilautonome) Außenstellen des Staatsrates auf Sizilien, auch weil sie wie die Sektionen des Staatsrates die Möglichkeit haben, Fälle von besonderer Bedeutung der rechtsprechenden oder der beratenden Generalversammlung (Vereinigte Sektionen, Großer Senat) des Staatsrates in Rom vorzulegen.